# Rue des Balayeurs

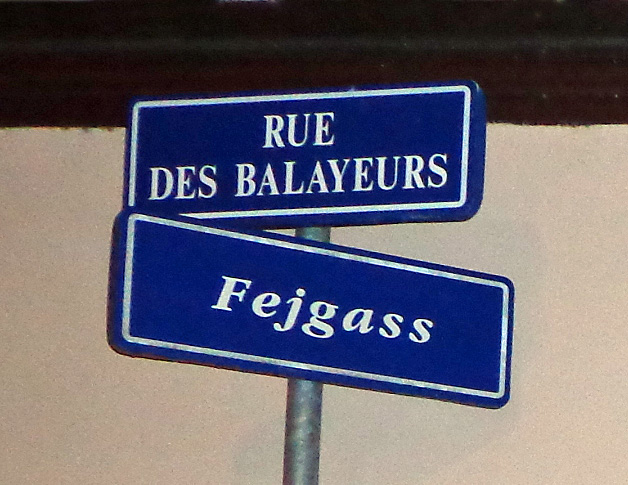
Plaque bilingue, en français et en alsacien.

La rue des Balayeurs, Fejgass en alsacien et selon la dénomination bilingue des rues, est une voie de circulation de la ville de Strasbourg, en France.

## Localisation
La rue est située dans le quartier de la Krutenau, qui est englobé dans le quartier Bourse - Esplanade - Krutenau.
D'une longueur de 200 m, elle débute place du Foin. Elle adopte un tracé orienté vers le nord et se termine rue de l'Académie.

## Sites particuliers

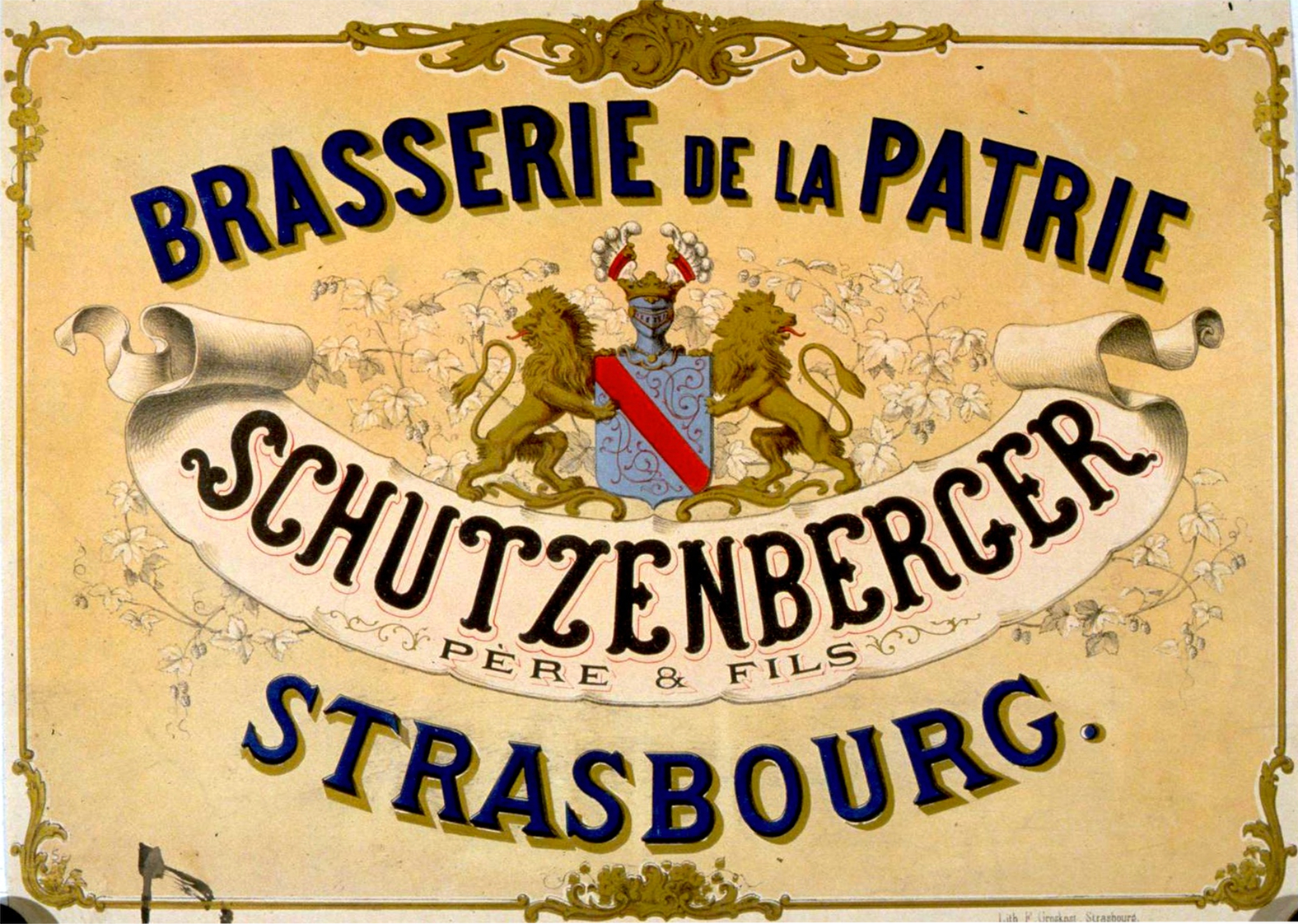
Carton publicitaire pour la brasserie de la Patrie Schutzenberger

Au no 1 se trouvait la brasserie de la Patrie de la famille Schutzenberger, transférée par la suite à Schiltigheim.
Au no 7 de la rue se trouve la Grande Scène du TJP - Centre Dramatique National d'Alsace Strasbourg.

## Transports en commun
L'arrêt Cité administrative des lignes de bus 15 et 30 se trouve à un peu plus de 200 m au sud.